# خاویر گوزمان
خاویر گوزمان کولین (اسپانیایی: Javier Guzmán Colin‎؛ ۹ ژانویهٔ ۱۹۴۵ – ۱۴ اوت ۲۰۱۴) یک بازیکن فوتبال اهل مکزیک بود.
وی همچنین در تیم ملی فوتبال مکزیک بازی کرده است.